# Alenčica (ime)
Alenčica je žensko osebno ime.

## Izvor imena
Ime Alenčica je različica ženskega osebnega imena Alenka.

## Pogostost imena
Po podatkih Statističnega urada Republike Slovenije je bilo na dan 31. decembra 2007 v Sloveniji število ženskih oseb z imenom Alenčica: 95.

## Osebni praznik
Osebe z imenom Alenšica godujejo takrat kot osebe z imenom Alenka.